# Hedmurarbi
Hedmurarbi (Osmia uncinata) är en biart som beskrevs av Carl Eduard Adolph Gerstäcker 1869.
Hedmurarbi ingår i släktet murarbin och familjen buksamlarbin. Inga underarter finns listade i Catalogue of Life.

## Beskrivning
Hedmurarbiet har svart grundfärg. Honan har rödbrun behåring på huvud och mellankropp, medan clypeus samt tergiterna 2 till 5 är mörkbruna till svarta, och tergit 6 täckt av grått hår. Hanen har gulgrå päls. Kroppslängden är 8 till 10 mm.

## Utbredning
Utbredningsområdet omfattar Europa, västerut till Skottland, där den bara finns i högländerna, och söderut till Frankrike och italienska fastlandet. Det sträcker sig vidare österut genom Ryssland till norra Asien. I Sverige finns arten i södra och mellersta delarna av landet, samt längs Norrlandskusten. I Finland finns den i större delen av landet, glesare i norr. Den är klassificerad som livskraftig både globalt, i Sverige och i Finland. 

## Ekologi
Hedmurarbiets habitat omfattar gräsmarker, Medelhavsliknande buskmarker samt skog och skogsbryn. Arten är polylektisk, den hämtar näring från blommande växter från många olika familjer. Vanliga nektarkällor är familjerna rosväxter (hallonsläktet) kransblommiga växter (jordreva), korgblommiga växter (maskrosor), ripsväxter (vinbär) samt ärtväxter (harris och käringtand). Pollen däremot, hämtas nästan uteslutande från käringtand. Flygtiden varar från slutet av maj/början av juni till tidigt i juli.

### Fortplantning
Som alla murarbin är arten solitär (icke-social); honan föder själv upp avkomman. Larvbona inrättas i gamla insektsgångar under barken på barrträd och -stubbar. Äggcellerna åtskiljs med väggar av tuggade löv. Bona kan angripas av boparasiter som rödbent plankstekel samt av parasitsteklar som Chrysura hybrida och Chrysura hirsuta.